# Фридрихсхоф (замок, Гессен)
Фридрихсхоф (нем. Schloss Friedrichshof) — бывшая императорская резиденция в Кронберге (в Гессене, в Германии), построенная в виде замка в стиле неоготики. С 1954 года здесь размещается респектабельный отель.

## История

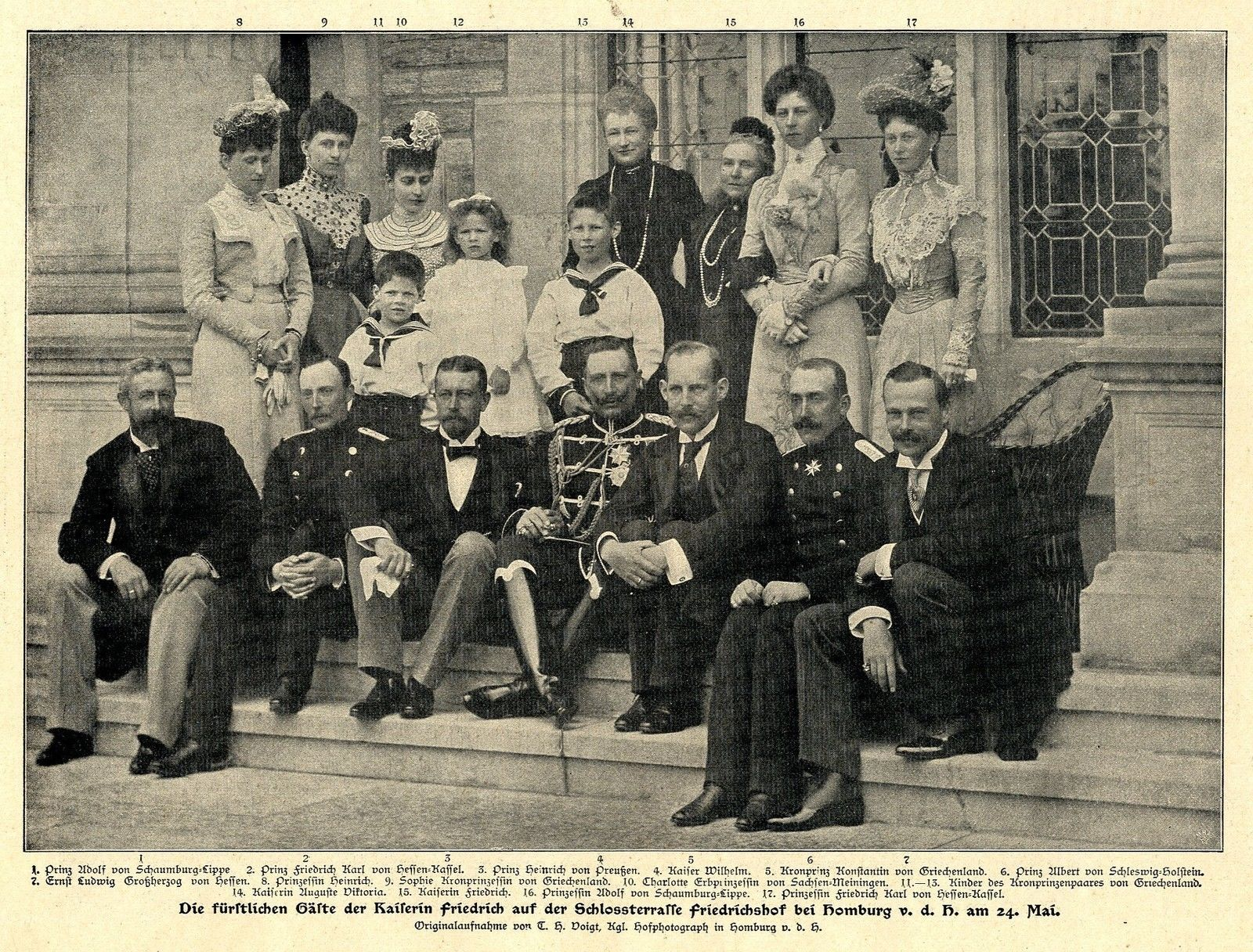
Гости императрицы Виктории на ступенях резиденции Фридрихсхоф

Резиденция Фридрихсхоф построена с 1889 по 1894 годы в Кронберге для вдовствующей немецкой императрицы Виктории (британской принцессы, супруги кайзера Фридриха III и матери нового кайзера Вильгельма II). Замок построен в стиле английской неоготики и был назван «Фридрихсхоф» в память о покойного Фридрихе III. Представительное здание послужило примером для некоторых крупных особняков в Германии — в частности, как образец типичного для Англии разделения резиденции на главную усадьбу и хозяйственное крыло.

### Предыстория строительства
28 сентября 1888 года императрица приобрела участок площадью 100 акров, включая виллу Шёнбуш, построенную всего 12 годами ранее наследниками франкфуртского банкира, торговца и почетного гражданина города Кронберга Жака Рейса, который умер в 1887 году. Вскоре Виктория расширила территорию, приобретая соседние владения. На покупки она потратила оставленные ей в наследство в 1888 году итальянской аристократкой Марией Бриньоле Сале де Феррари пять миллионов французских франков. 
План будущей резиденции подготовил императорский придворный архитектор Эрнст фон Инем из Берлина, который сумел объединить элементы немецкого и итальянского ренессанса с традициями английской готики эпохи Тюдоров. Для этого Эрнст фон Инем, выросший в Англии, совершил несколько поездок по Германии и Великобритании, изучая лучшие образцы роскошных резиденций. Среди прочего, он навещал прусско-гессенскую усадьбу Ной-Потсдам в Рауйшхольцхаузене под Марбургом и в королевский Сандрингемский дворец в английском графстве Норфолк.

### Строительство
Императрица Виктория намеренно хотела придать своей резиденции черты английской усадьбы. Помимо прочего это привело к строгому разделению основного здания с различными пристройками (включая их меньшую высотру и более скромные украшения фасадов).
Строительство замка из двух основных крыльев построенных под углом в 135° друг к другу является довольно редким случаем для дворцов Германии. Подобный приём встречался только в меньшем по размеру замке Вилиград, который построили на высоком берегу озера Шверин для герцога Иоганна Альбрехта I Мекленбургского в 1896-1898 году (близкого друга кайзера Вильгельма II). 
Вход в главный замок осуществлялся через роскошное крыльцо. Посетители попадали в просторный Английский зал, из которого можно было войти в длинный коридор с левой стороны или другие помещения на первом этаже. С правой стороны располагалась широкая красивая лестница, ведущая к личным покоям верхнего этажа. Там проживала вдовствующая императрица и её гости. Сохранились исторические фотографии оригинального интерьера Английского зала и других комнат Фридрихсхофа, сделанные придворным фотографом Германом Рюквардтом.
Кухня, кладовые и остальные хозяйственные комнаты были расположены на первом этаже примыкающего к главному зданию крыла. Там же на втором этаже находились жилые комнаты слуг. Причём помещения комнат женского персонала и слуг мужского пола были разнесены подальше друг от друга.
На территории приусадебного парка построили коттедж придворного камердинера и просторные конюшни. Другие хозяйственные постройки (оранжереи для выращивания овощей и фруктов, молочная ферма и прочие) находились за пределами парка.
Императрица Виктория также приказала построить мост, который вёл от северных ворот дворца Фридрихсхоф в сторону Бад Хомбурга.

### XX век

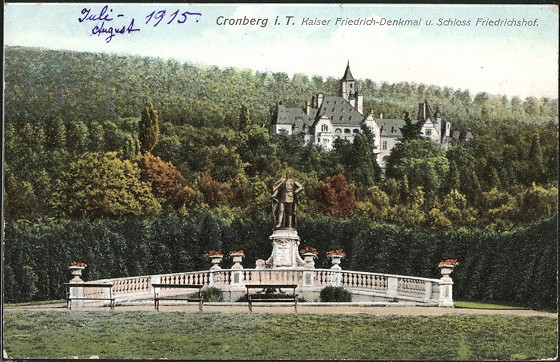
Открытка с изображением памятника кайзеру Фридриху III и замка Фридрихсхоф

Императрица также стала инициатором строительства памятника ее покойному мужу в городском парке Кронберга. На торжественное открытие монумента в 1902 году прибыл кайзер Вильгельм II. Но сама Виктория не дожила до этого, так как скончалась от рака в 1901 году. Она завещала дворец со всеми коллекциями произведений искусства своей младшей дочери, ландграфине Маргарет Прусской, с условием, что дворец Фридрихсхоф и парк будут оставлены без изменений. 
В последние месяцы Второй мировой войны Кронберг был оккупирован войсками союзников. 29 марта 1945 года в город вошли американские солдаты. В замке разместился офицерский клуб и на некоторое время он стал резиденцией главнокомандующего армии США в Европе генерала Дуайта Эйзенхауэра. 
Прежние владельцы успели спрятать свои коронные драгоценности стоимостью несколько миллионов долларов в боковом погребе. После войны их обнаружила управляющая офицерским клубом Кэтлин Нэш. Вместе со своим мужем, американским полковником Джеком Дюрантом, она украла драгоценности в ноябре 1945 года. Сокровища вывезли из Германии и по частям продали в Швейцарии. После долгих и трудных переговоров (в ходе которых суд США отказал Гессенскому принцу подать в суд из-за кражи драгоценностей, так как его позицию по отношению к США в годы войны признали враждебной) представители Гессенского дома смогли получить оставшиеся драгоценности. Но основная часть считается утраченной. Полковник Дюрант за свой поступок был приговорен к 15 годам тюрьмы. 
Во время американской оккупации замка там работал конюхом будущий пятикратный олимпийский чемпион Ханс Гюнтер Винклер.
В 1953 году замок Фридрихсхоф вернулся в собственность Фонда Гессенского дома. После проведённой реставрации резиденция была открыта в 1954 году в качестве роскошного отеля. Он находится под управлением членом Гессенского дома и относится к одному из «Маленьких роскошных отелей мира». Гостинице присвоена категория «пять звёзд». В здании сохранилась основная коллекция оригинальной мебели и произведений искусства, собранных ещё императрицей Викторией. Кроме того, в целости сохранилась и обширная библиотека.
8 марта 1967 года верхний этаж и крыша замка серьёзно пострадали во время сильного пожара. Но собственники провели тщательную реставрацию и полностью восстановили здание и помещения. 
В парке во второй половине XX века построено поле для гольфа на 18 лунок. 
В отеле не раз проводились важные международные встречи на высшем уровне.

## Галерея

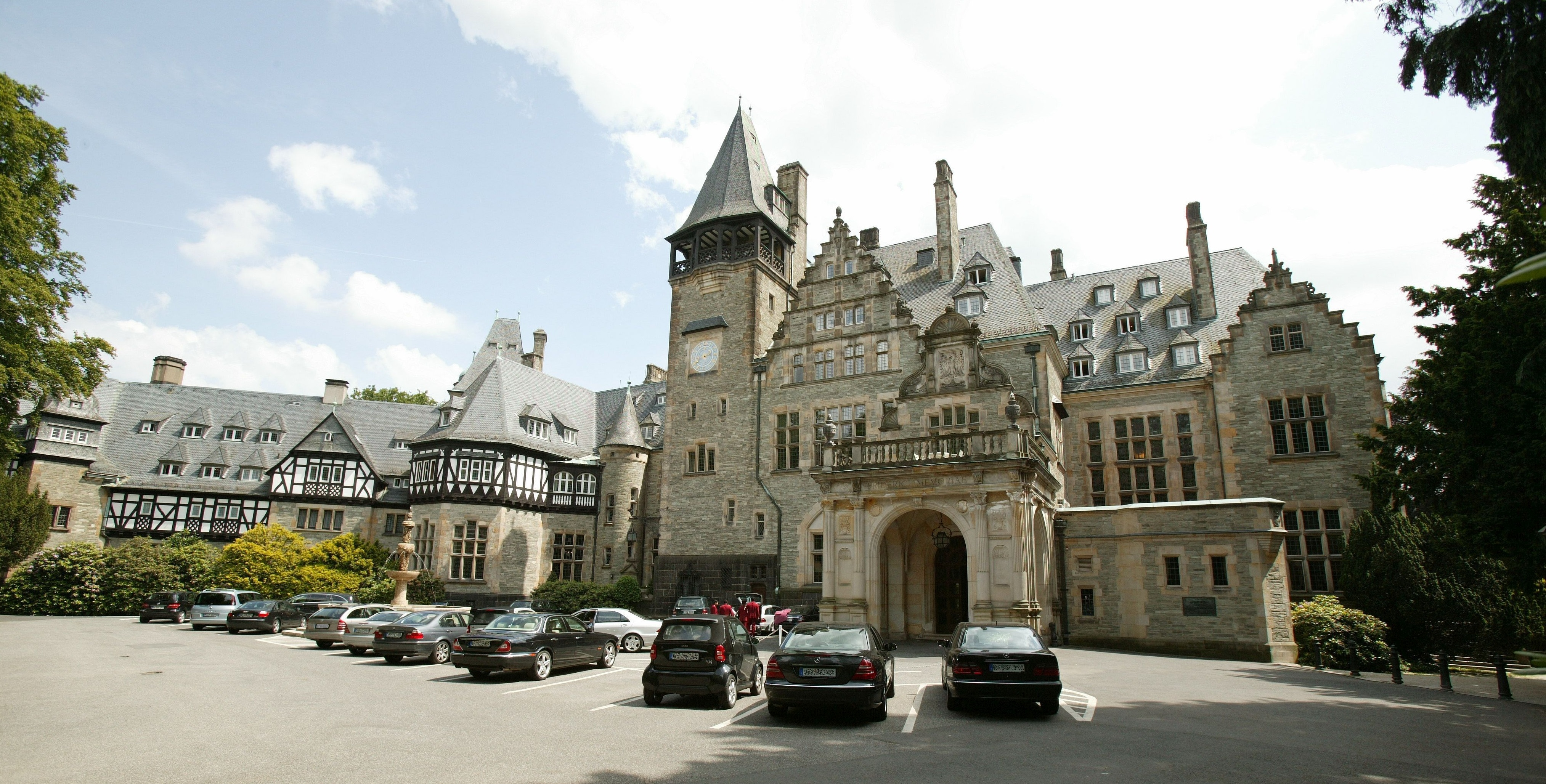
Главный фасад и крыло другой половины замка
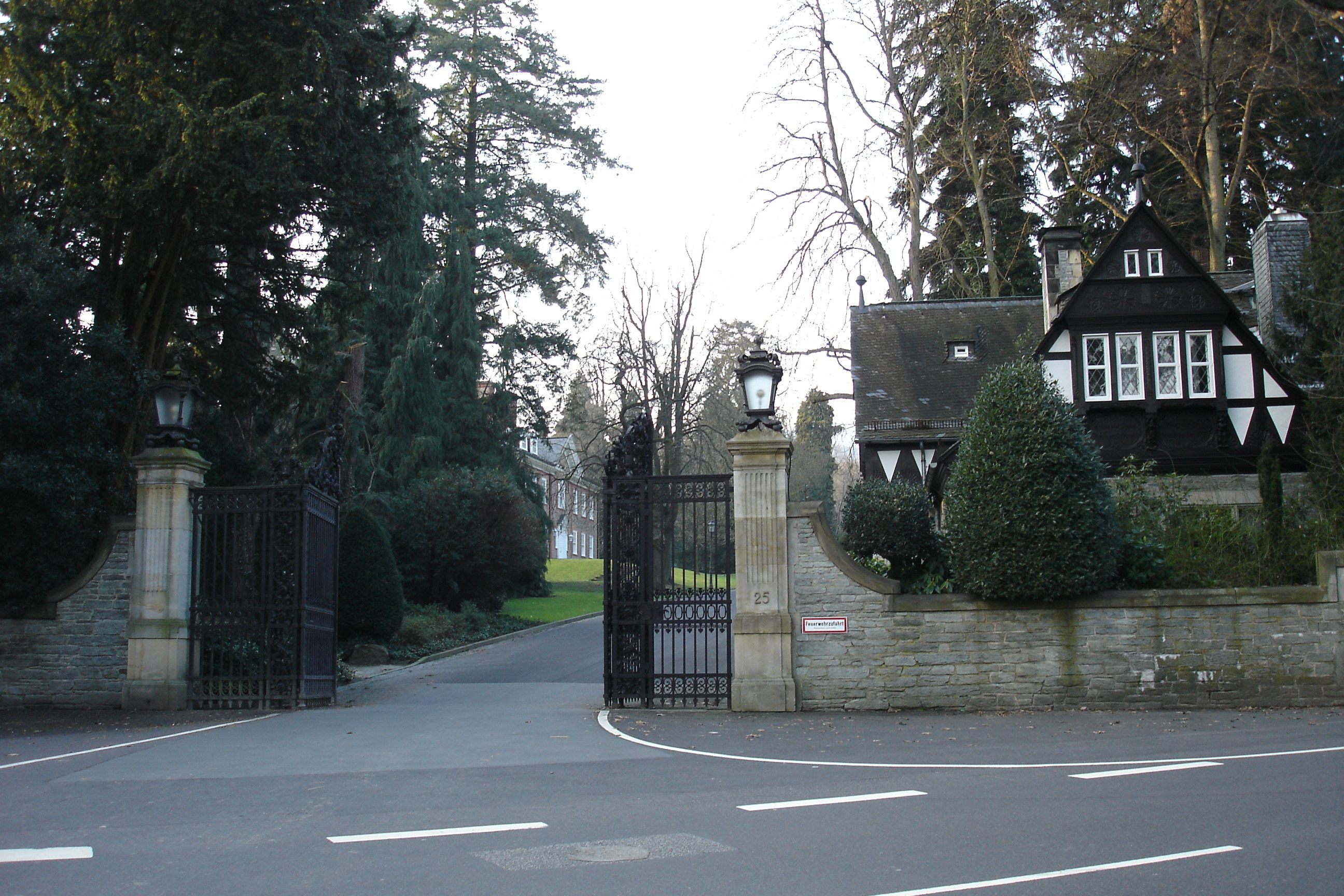
Ворота, ведущие в замковый парк
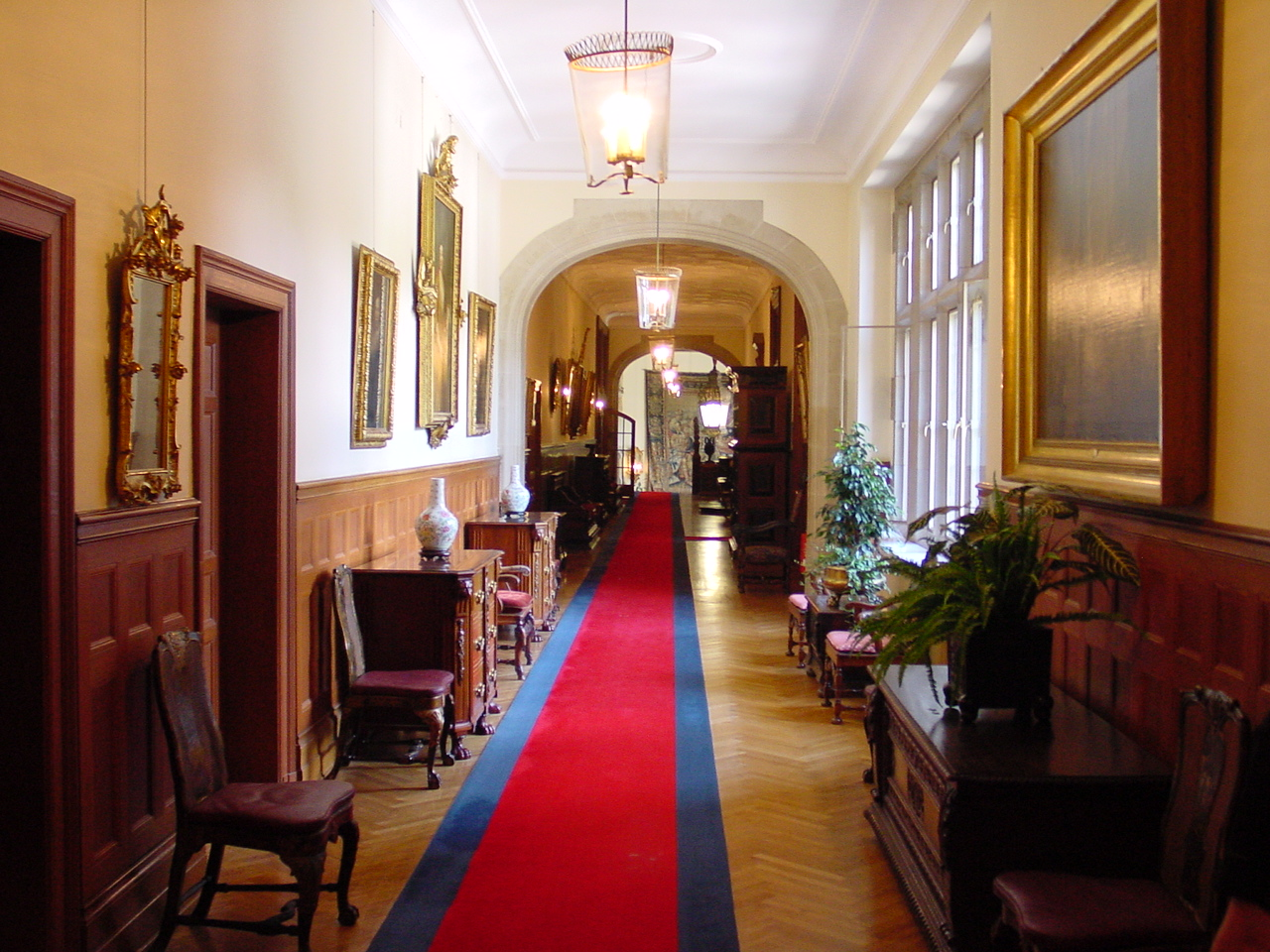
Коридор внутри современного отеля